# Gran Premio d'Australia 1965
Il Gran premio d'Australia 1965 è stata una gara automobilistica tenutasi sul circuito di Longford in Tasmania, in Australia, il 1 ° marzo 1965. Era aperto alle auto da corsa conformi alla formula nazionale australiana o alla formula australiana da 1½ litri. Fu il 30º Gran Premio d'Australia.
La gara, che vide 18 piloti al via, fu il settimo e ultimo round della Tasman Series del 1965 e il secondo round dell'Australian Drivers Championship del 1965. È stato l'ultimo Gran Premio d'Australia che si è tenuto sul circuito di Longford. Bruce McLaren ha vinto la gara, la sua seconda e ultima vittoria del Gran Premio d'Australia. Il pilota australiano Rocky Tresise è rimasto ucciso in un incidente al secondo giro in cui è morto anche il fotografo Robin D'Abrera.

## Risultati

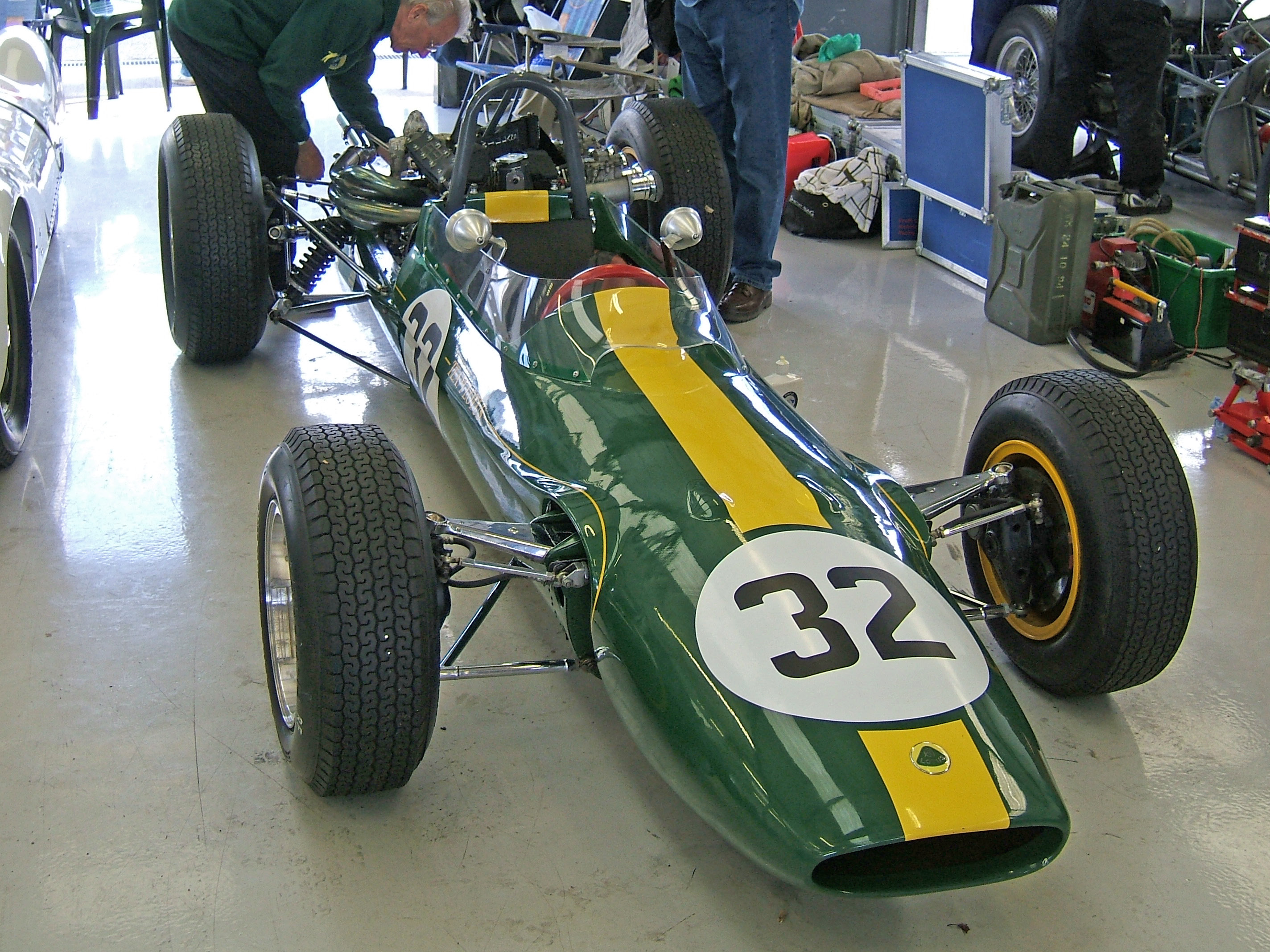
Jim Clark si piazzò quinto con questa Lotus 32B

| Pos | N° | Pilota          | Team                               | Vettura                          | Giri | Tempo / Note     |
| --- | -- | --------------- | ---------------------------------- | -------------------------------- | ---- | ---------------- |
| 1   | 10 | Bruce McLaren   | Bruce McLaren Motor Racing Limited | Cooper T79 / Climax FPF          | 26   | 1h 01m 10.9s     |
| 2   | 4  | Jack Brabham    | Ecurie Vitesse                     | Repco Brabham BT11A / Climax FPF | 26   | 1h 01m 14.2s     |
| 3   | 11 | Phil Hill       | Bruce McLaren Motor Racing Limited | Cooper T70/79 / Climax FPF       | 26   | 1h 01m 15.8s     |
| 4   | 1  | Graham Hill     | Scuderia Veloce Pty Ltd            | Repco Brabham BT11A / Climax FPF | 26   | 1h 01m 18.8s     |
| 5   | 8  | Jim Clark       | Team Lotus                         | Lotus 32B / Climax FPF           | 26   | 1h 01m 19.3s     |
| 6   | 6  | Bib Stillwell   | B.S. Stillwell                     | Repco Brabham BT11A / Climax FPF | 26   | 1h 02m 25.0s     |
| 7   | 5  | Jim Palmer      | Jim Palmer                         | Repco Brabham BT7A / Climax FPF  | 25   |                  |
| 8   | 7  | Frank Gardner   | Alec Mildren Racing Pty Ltd        | Repco Brabham BT11A / Climax FPF | 23   |                  |
| 9   | 17 | Glyn Scott      | Glyn Scott Motors                  | Lotus 27 / Ford 1.5              | 23   |                  |
| 10  | 21 | Roly Levis      | Roly Levis                         | Repco Brabham BT6 / Ford 1.5     | 22   | Incidente        |
| 11  | 9  | John McDonald   | Bill Patterson Motors              | Cooper T53 / Climax FPF          | 22   |                  |
| 12  | 15 | Jack Hobden     | Lewis Hobden Pty Ltd               | Cooper T51 / Climax FPF          | 21   |                  |
| 13  | 18 | Mel McEwin      | Mel McEwin                         | Elfin Mono Ford 1.5              | 19   |                  |
| Ret | 3  | Frank Matich    | Total Team                         | Repco Brabham BT7A / Climax FPF  | 14   | Sospensione      |
| Ret | 23 | Bob Jane        | Autoland Pty Ltd                   | Elfin Mono / Ford 1.5            | 4    | Trasmissione     |
| Ret | 20 | Lyn Archer      | Lyn Archer Motors                  | Elfin Junior / Ford 1.5          | 4    | Motore           |
| Ret | 2  | Kerry Grant     | Scuderia Veloce Pty Ltd            | Repco Brabham BT4 / Climax FPF   | 3    | Motore           |
| Ret | 12 | Rocky Tresise   | Ecurie Australie                   | Cooper T62 / Climax FPF          | 1    | Incidente fatale |
| DNS | 9  | Bill Patterson  | Bill Patterson Motors              | Cooper T51 / Climax FPF          |      |                  |
| DNS | 19 | Geoff McLelland | G.B. McLelland                     | Repco Brabham BT2 / Ford 1.5     |      |                  |
| DNS | 22 | Barry Collerson | Hunter & Delbridge Speed Equipment | Repco Brabham BT2 / Ford 1.5     |      |                  |
| DNS | 25 | Les Howard      | Howard & Sons Racing Team          | Lotus 27 / Ford 1.5              |      |                  |
| DNS | 40 | David Hallam    | D. J. Hallam                       | Elfin Junior / Ford 1.1          |      |                  |